# 千葉県の史跡一覧
千葉県の史跡一覧（ちばけんのしせきいちらん）は、文化財保護法に基づく国指定の史跡のうち千葉県にあるものおよび千葉県指定史跡を市町村ごとに一覧形式でまとめたものである。

## 指定状況
野田市
- 山崎貝塚〔野田市山崎字南新田〕1976年12月23日国指定
- 野田貝塚〔野田市清水〕1936年7月17日千葉県指定

柏市
- 藤ケ谷十三塚〔柏市藤ケ谷〕1978年2月28日千葉県指定
- 北ノ作1・2号墳〔柏市片山〕1995年3月14日千葉県指定

流山市
- 該当無し

我孫子市
- 水神山古墳〔我孫子市高野山〕1992年2月28日千葉県指定
- 相馬郡衙正倉跡〔我孫子市日秀〕1995年3月14日千葉県指定

松戸市
- 該当無し

市川市
- 堀之内貝塚〔市川市堀之内〕1964年7月6日国指定
- 姥山貝塚〔市川市柏井町〕1967年8月17日国指定
- 下総国分寺跡〔市川市国分〕1967年12月27日国指定
- 下総国分尼寺跡〔市川市国分〕1967年12月27日国指定
- 曽谷貝塚〔市川市曽谷〕1979年12月22日国指定
- 須和田遺跡〔市川市須和田〕1994年2月22日千葉県指定

浦安市
- 該当無し

鎌ケ谷市
- 下総小金中野牧跡〔鎌ケ谷市東中沢、初富本町、東初富〕2007年2月6日国指定
- 小金中野牧の込跡〔鎌ケ谷市東中沢〕1967年3月7日千葉県指定

船橋市
- 明治天皇船橋行在所〔船橋市本町〕1934年12月18日千葉県指定

習志野市
- 藤崎堀込貝塚〔習志野市藤崎〕1967年3月7日千葉県指定

八千代市
- 該当無し

白井市
- 清戸の泉 附 版木(文政十一年九月  在銘)〔白井市清戸〕1967年3月7日千葉県指定

印西市
- 該当無し

千葉市
- 加曽利貝塚〔千葉市若葉区桜木町〕1971年3月22日国指定
- 月ノ木貝塚〔千葉市中央区仁戸名町〕1978年3月16日国指定
- 荒屋敷貝塚〔千葉市若葉区貝塚町〕1979年3月13日国指定
- 犢橋貝塚〔千葉市花見川区さつきが丘〕1981年12月9日国指定
- 花輪貝塚〔千葉市若葉区加曽利町〕2006年7月28日国指定
- 戸塚派楊心流流祖戸塚彦介英俊・二代戸塚英美墓〔千葉市中央区市場町〕1943年8月27日千葉県指定
- 青木昆陽甘藷試作地〔千葉市花見川区幕張町〕1954年12月2日千葉県指定
- 長谷部貝塚〔千葉市緑区平山町〕1960年6月3日千葉県指定
- 大覚寺山古墳〔千葉市中央区南生実町〕1971年3月26日千葉県指定
- 荻生道遺跡〔千葉市緑区小食土町〕1979年3月2日千葉県指定
- 東寺山貝塚〔千葉市若葉区みつわ台〕1980年2月22日千葉県指定

四街道市
- 該当無し

佐倉市
- 井野長割遺跡〔佐倉市井野字長割〕2005年3月2日国指定
- 長熊廃寺跡〔佐倉市長熊〕1967年3月7日千葉県指定
- 旧佐倉順天堂〔佐倉市本町〕1975年3月28日千葉県指定
- 堀田正俊・正睦・正倫墓〔佐倉市新町〕1978年2月28日千葉県指定
- 飯郷作遺跡〔佐倉市下志津〕1979年3月2日千葉県指定
- 上座貝塚〔佐倉市上座〕1982年4月6日千葉県指定

酒々井町
- 本佐倉城跡〔酒々井町本佐倉字根古谷〕1998年9月11日国指定

富里市
- 富里牧羊場跡〔富里市十倉〕1955年12月15日千葉県指定
- 南大溜袋遺跡〔富里市七栄〕1975年3月28日千葉県指定

八街市
- 該当無し

成田市
- 小野派一刀流流祖小野治郎右衛門忠明・二代小野治郎右衛門忠常墓〔成田市寺台〕1943年4月30日千葉県指定
- 八代玉作遺跡〔成田市玉造〕1966年12月2日千葉県指定
- 公津原古墳群〔成田市加良部〕1966年12月2日千葉県指定

栄町
- 龍角寺境内ノ塔阯〔栄町竜角寺〕1933年4月13日国指定
- 岩屋古墳〔栄町竜角寺〕1941年1月27日国指定

神崎町
- 西の城貝塚〔神崎町神崎本宿〕1966年12月2日千葉県指定

多古町
- 北条塚古墳〔多古町松崎〕1975年12月12日千葉県指定
- しゃくし塚古墳〔多古町南玉造〕1991年2月15日千葉県指定

香取市
- 良文貝塚〔香取市貝塚〕1930年2月28日国指定
- 伊能忠敬旧宅〔香取市佐原〕1930年4月25日国指定
- 阿玉台貝塚〔香取市阿玉台〕1968年5月20日国指定
- 佐藤尚中誕生地〔香取市小見川〕1937年3月19日千葉県指定
- 天真正伝神道流始祖飯篠長威斎墓〔香取市香取〕1943年2月19日千葉県指定
- 初代松本幸四郎墓〔香取市小見川〕1965年4月27日千葉県指定
- 久保木竹窓遺跡〔香取市津宮〕1970年1月30日千葉県指定
- 下小野貝塚〔香取市下小野〕1978年2月28日千葉県指定
- 佐倉油田牧の野馬込跡〔香取市九美上〕1993年2月26日千葉県指定

東庄町
- 鉄牛和尚墓〔東庄町小南〕1970年4月17日千葉県指定

銚子市
- 該当無し

旭市
- 大原幽学遺跡旧宅墓および宅地耕地地割〔旭市長部〕1952年10月11日国指定
- 御前鬼塚古墳〔旭市鏑木〕1975年3月28日千葉県指定

匝瑳市
- 飯高檀林跡 附 経蔵･題目堂･庫裡〔匝瑳市飯高〕1975年12月12日千葉県指定

芝山町
- 該当無し

横芝光町
- 芝山古墳群〔横芝光町中台〕1958年6月28日国指定
- 海保漁村先生誕生之處〔横芝光町北清水〕1939年12月15日千葉県指定

山武市
- 歌人伊藤左千夫の生家〔山武市殿台〕1950年11月3日千葉県指定
- 稲葉黙斎墓〔山武市成東〕1974年3月19日千葉県指定
- 大堤権現塚古墳〔山武市大堤〕1990年3月16日千葉県指定
- 山室姫塚古墳〔山武市山室〕1992年2月28日千葉県指定

東金市
- 該当無し

九十九里町
- 伊能忠敬出生地〔九十九里町片貝〕1969年1月10日千葉県指定
- 青木昆陽不動堂甘藷試作地〔九十九里町不動堂〕1969年4月18日千葉県指定

大網白里市
- 宮谷県庁跡〔大網白里市大網〕1954年12月21日千葉県指定

白子町
- 該当無し

茂原市
- 荻生徂徠勉学の地〔茂原市本納〕1957年10月21日千葉県指定
- 宮ノ台遺跡〔茂原市綱島〕1978年2月28日千葉県指定

長柄町
- 長柄横穴群〔長柄町徳増字源六〕1995年3月20日国指定

市原市
- 上総国分寺跡〔市原市惣社上クボミ〕1929年12月17日国指定
- 上総国分尼寺跡〔市原市国分寺台〕1983年8月3日国指定
- 二子塚古墳〔市原市姉崎〕1968年4月9日千葉県指定
- 姉崎天神山古墳〔市原市姉崎〕1973年3月2日千葉県指定
- 神門5号墳〔市原市国分寺台〕1989年3月10日千葉県指定

袖ケ浦市
- 該当無し

長南町
- 白井鳥酔ノ墓〔長南町地引〕1935年3月26日千葉県指定
- 能満寺古墳〔長南町芝原〕1958年4月23日千葉県指定
- 油殿古墳群〔長南町豊原〕1977年3月8日千葉県指定

長生村
- 該当無し

睦沢町
- 該当無し

一宮町
- 該当無し

いすみ市
- 夢窓国師坐禅窟〔いすみ市能実〕1997年3月21日千葉県指定

御宿町
- ドン・ロドリゴ上陸地〔御宿町岩和田〕1966年12月2日千葉県指定

勝浦市
- 官軍塚〔勝浦市川津〕1963年5月4日千葉県指定

大多喜町
- 上総大多喜城本丸跡 附 大井戸・薬医門〔大多喜町大多喜〕1966年5月20日千葉県指定

木更津市
- 金鈴塚古墳〔木更津市長須賀〕1950年11月3日千葉県指定

君津市
- 九十九坊廃寺阯〔君津市]箕輪〕1935年12月24日千葉県指定
- 近江屋甚兵衛墓〔君津市人見〕1954年12月21日千葉県指定
- 鐘ケ淵〔君津市内箕輪〕1969年4月18日千葉県指定
- 八幡神社古墳〔君津市外箕輪〕1970年1月30日千葉県指定
- 道祖神裏古墳〔君津市外箕輪〕1979年3月2日千葉県指定
- 白山神社古墳〔君津市俵田〕1981年3月13日千葉県指定
- 飯籠塚古墳〔君津市岩出〕1989年3月10日千葉県指定

富津市
- 弁天山古墳〔富津市小久保〕1929年12月17日国指定
- 内裏塚古墳〔富津市二間塚字東内裏塚〕1965年4月27日千葉県指定、2002年6月21日国指定
- 織本花嬌の墓〔富津市富津〕1957年10月21日千葉県指定
- 絹横穴群〔富津市絹〕1966年5月20日千葉県指定
- 飯野陣屋濠跡〔富津市下飯野〕1967年3月7日千葉県指定
- 大満横穴群〔富津市岩坂〕1980年2月22日千葉県指定

鋸南町
- 源頼朝上陸地〔鋸南町竜島〕1935年3月26日千葉県指定
- 田子台遺跡〔鋸南町下佐久間〕1954年3月31日千葉県指定
- 菱川師宣誕生地〔鋸南町保田〕1958年4月23日千葉県指定

鴨川市
- 古泉千樫誕生地〔鴨川市細野〕1969年1月10日千葉県指定

南房総市
- 里見氏城跡岡本城跡〔南房総市富浦町豊岡〕2012年1月24日国指定
- 日本酪農発祥地〔南房総市大井〕1963年5月4日千葉県指定
- 加茂遺跡〔南房総市加茂〕1967年3月7日千葉県指定

館山市
- 里見氏城跡稲村城跡〔館山市稲〕2012年1月24日国指定
- 安房神社洞窟遺跡〔館山市大神宮〕1967年3月7日千葉県指定
- 鉈切洞穴〔館山市浜田〕1967年12月22日千葉県指定
- 安房国分寺跡〔館山市国分〕1992年2月28日千葉県指定